# Bebådelsen (van Eyck)
Bebådelsen är en oljemålning av den flamländske konstnären Jan van Eyck. Den målades omkring 1434–1436 och ingår sedan 1937 i samlingarna på National Gallery of Art i Washington. Målningen har troligen varit en vänsterpanel i en triptyk. van Eyck målade även Bebådelsen i en grisaille-version som sedan 1933 tillhör Museo Thyssen-Bornemisza i Madrid.

## Motivet
Målning skildrar bebådelsen, det ögonblick då ärkeängeln Gabriel meddelar Jungfru Maria att hon ska bli mor till Jesus. Händelsen beskrivs i Lukasevangeliet (1:26–38) i Nya testamentet. I van Eycks målning äger mötet rum i en kyrka. Med text som i en serietidning skildras Gabriels hälsningsfras "Ave Gratia Plena" ("Hell dig, du högt benådade") och Marias svar "Ecce Ancilla Domini" ("Se, jag är Herrens tjänarinnan"). En duva, som flyger i en stråle som riktas från ett av de övre fönsterna ned mot Maria, symboliserar den Helige ande. Framför henne står en bukett med vita madonnaliljor som symboliserar kyskhet. I golvmålningar avbildas scener från Gamla testamentet, i den övre hur Simson raserar filistéernas tempel och i den nedre David när han besegrar Goljat. Övre delen av kyrkan är i mörker förutom ett fönster där glasmålningen avbildar Gud Fader. Verket är således fylld av religiös symbolik och avbildar Treenigheten.

## Proveniens
Från 1425 var van Eyck hovmålare hos den burgundiske hertigen Filip den gode. Den första troliga noteringen av denna tavla är 1791 då den uppgavs finnas i kartusianordens kloster Chartreuse de Champmol nära Dijon som var de burgundiska hertigarnas begravningskyrka. Samma år, och i efterdyningarna av franska revolutionen, stängdes klostret och tavlan försvann för att åter dyka upp 1817 då den inropades på auktion av en agent för Vilhelm II av Nederländerna. År 1850 förvärvades den av Nikolaj I av Ryssland för Eremitaget där den på 1860-talet restaurerades och överfördes från pannå till duk. Det prekära ekonomiska läget i Sovjetunionen tvingade landet att sälja cirka 250 konstverk från Eremitagets samlingar 1930–1931. Via mellanhänder lyckades den amerikanske finansministern Andrew W. Mellon förvärva 21 av dessa målningar, förutom Bebådelsen även Rafaels Sankt Göran och draken och Albamadonnan, Sandro Botticellis Konungarnas tillbedjan, Tizians Venus med en spegel, Rembrandts En polsk adelsman och Jean-Baptiste-Siméon Chardins Korthuset. Vid Mellons död 1937 testamenterades hans konstsamling till det samtidigt inrättade National Gallery of Art.

## Madridversionen
Jan van Eyck utförde även Bebådelsen i grisaille vilket betyder måleri i olika valörer av grått i syfte att ge illusion av skulptur eller relief. Verket är en diptyk där Gabriel och Maria porträtteras på var sin panel. Diptyken är varken signerad eller daterad; attribueringen till van Eyck är inte ifrågasatt, däremot har dateringen varit föremål för diskussion. Sedan 1933 är den utställd på Museo Thyssen-Bornemisza i Madrid.